# Dolomedes wollastoni
Dolomedes wollastoni là một loài nhện trong họ Pisauridae.
Loài này thuộc chi Dolomedes. Dolomedes wollastoni được Henry Roughton Hogg miêu tả năm 1915.